# Free Fall (Jimmy-Giuffre-Album)
Free Fall ist ein Jazz-Album des Jimmy Giuffre Trios mit Paul Bley und Steve Swallow, aufgenommen am 9. Juli, 10. Oktober und 1. November 1962 in New York City. Das von Teo Macero produzierte Album erschien 1963 bei Columbia Records. In erweiterter Form wurde es in CD-Form 1998 wiederveröffentlicht.

## Vorgeschichte
Giuffre hatte in der Lenox School of Jazz, wo er Ende der 1950er-Jahre unterrichtete, erstmals Ornette Coleman gehört, der an deren Sommerschule 1959 teilnahm. Giuffre war von Colemans Spiel sehr beeindruckt, wechselte 1960 vom Baritonsaxophon zur Klarinette und änderte seine Musik in den nächsten Jahren; das Ergebnis waren stimmungsvolle, überlappende Improvisationen ohne fixierte Tonart oder Tempi, die sein Spiel von nun an charakterisierten.
1961 gründete der Klarinettist Jimmy Giuffre mit dem Pianisten Paul Bley und dem Bassisten Steve Swallow ein Trio, mit dem er die beiden Verve-Alben Fusion (März 1961) und Thesis (August 1961) einspielte (wiederveröffentlicht unter dem Titel 1961 bei ECM), und im Oktober/November 1961 auf eine vierwöchige Europatournee ging, dokumentiert auf Alben wie Emphasis, Stuttgart 1961 und Flight, Bremen 1961 (erschienen auf HatHut Records). Zwischen den beiden Verve-Alben hatte sich Giuffres Musik weg vom pastoral-klagenden Klang von „The Train and the River“ wegentwickelt, worüber man nach den Erinnerungen von Steve Swallow beim Verve-Management nicht begeistert war; man habe versucht, Giuffre davon zu überzeugen, „seinen Anschlag auf die Kaufkraft von Jazz abzuschwächen“ und beauftragte Creed Taylor, die Sessions zu überwachen, die schnell abgewickelt wurden.

## Das Album
Die Columbia-Session ein Jahr später „fand dann in angenehmerer Atmosphäre statt,“ erinnerte sich Swallow 1998; „Teo Macero war unserer Musik gegenüber toleranter als das Creed Taylor war, und hatte wesentlich mehr Sympathie dafür.“ Die Aufnahmen – mit einem mit der klassischen Musik vertrauten Toningenieur – fanden in einer zum Studio umgebauten Kirche in der 30th Street statt, die über eine geeignete Akustik verfügte.
Nach ersten Einspielungen unbegleiteter Soli im Juli 1962 ging Giuffre mit Bley und Swallow am 10. Oktober ins Aufnahmestudio; bei der Session entstanden (neben der Solo-Nummer Man Alone) die Titel Spasmodic, The Five Ways und Threewe. Bei der letzten Aufnahmesitzung am 1. November wurden die Trio-Titel Dichotomy, Divided Man und Motion Suspended sowie die Solo-Titel Onothoids, Yggdrasill und Primordial Call eingespielt.
Das Original-Album enthielt fünf Klarinetten-Solos, zwei Duette für Klarinette und Bass sowie drei Trio-Titel. Bei der Wiederveröffentlichung als Compact Disc wurden fünf weitere Klarinetten-Solos ergänzt. Giuffre urteilte später über die Musik des Albums:

“There’s no time, no key, no metre.”

## Liste der Titel

### LP-Ausgabe 1963
- Jimmy Giuffre: Free Fall (Columbia 1963 – CL 1964/CS 8764)

| A1 Propulsion -1:43 A2 Threewe -4:10 A3 Ornothoids -2:11 A4 Dichotomy -3:56 A5 Man Alone -2:16 A6 Spasmodic -3:24 | B1 Yggdrasill -2:32 B2 Divided Man -1:52 B3 Primordial Call -2:16 B4 The Five Ways -10:20 |

- Alle Titel stammen von Jimmy Giuffre.

### CD-Ausgabe 1998
- Jimmy Giuffre: Free Fall (Columbia 1998 – CK 65446, Legacy – 01-065446-10)
  1. Propulsion – 3:07
  2. Threewe – 4:11
  3. Ornothoids – 2:43
  4. Dichotomy – 3:57
  5. Man Alone – 2:18
  6. Spasmodic – 3:27
  7. Yggdrasill – 2:32
  8. Divided Man – 1:53
  9. Primordial Call – 2:17
  10. The Five Ways – 10:19
  11. Present Notion – 3:41
  12. Motion Suspended – 3:16
  13. Future Plans – 3:56
  14. Past Mistakes – 2:05
  15. Time Will Tell – 3:49
  16. Let’s See – 3:26

## Wirkung des Albums
Dieses Trio bestand weniger als zwei Jahre; Steve Swallow schrieb später, die Gruppe habe zuletzt in einem Kaffeehaus in der Bleecker Street in New York gespielt, bei dem die Gage für jeden Musiker 35 Cents betragen habe. Trotz positiver Kritiken – nach Ansicht des Magazins Jazz (1964) enthalte „Free Fall einige der einzigartigsten Gruppenimprovisationen, die je aufgenommen wurden“ – blieb Free Fall bei seinem Erscheinen 1963 ein kommerzieller Misserfolg. Nach dem Columbia-Album veröffentlichte Giuffre für zehn Jahre keine neuen Aufnahmen. Stattdessen unterrichtete er an der New School und an der New York University in New York City. Erst 1989 und 1992 trafen sich Giuffre, Bley und Swallow erneut zu Tourneen und Plattenaufnahmen; dabei entstanden die Alben The Life of a Trio: Saturday and Sunday und Fly Away, Little Bird (Owl).
Die Bedeutung des Albums wurde erst in späteren Jahren voll erkannt; nach Meinung der britischen Zeitschrift Gramophone sei die Jimmy Giuffre 3 mit Paul Bley und Steve Swallow „in der Rückschau“ eine der ambitioniertesten Gruppen der Ära gewesen. Nach Ansicht von Tracie Ratiner war jedoch das Erscheinen von Giuffres Trio-Free-Jazz überschattet von Ornette Colemans grundlegendem Album The Shape of Jazz to Come (1959) und weiteren Veröffentlichungen dieser Phase. Steve Voce bezeichnete es in seinem Giuffre-Nachruf im Independent 2008 als ein klassisches Album des Free-Jazz-Genre; Josef Woodard bezeichnete sie in JazzTimes als „frühes und wichtiges Grollen der kommenden Revolution in der Improvisation“.
Nach Ansicht des britischen Musikkritikers Wilfrid Mellers nehme Giuffre hier „die ultimate Stufe und löst sich vollkommen vom Beat;“ Nach Ansicht von Piero Scaruffi erkunde Giuffre Klangflächen an der Grenze zwischen Freejazz und klassischer Musik.
Thom Jurek bewertete das Album im AllMusic mit 4½ Sternen und bezeichnet es als one of the most revolutionary recordings to come out of the 1960s. Während John Coltrane, Ornette Coleman und Cecil Taylor „die Musik von innen einreißen wollten“, entwickelte Giuffre ruhig seine eigene mikrotonale Revolution, die von den anderen Avantgardisten im Jazz übersehen wurde. Auf Free Fall begebe sich Giuffre mit Paul Bley und Steve Swallow „auf eine viel weiter reichende Reise“ als auf den beiden vorangegangenen Verve-Alben Fusion und Thesis (1961) „in seiner Suche nach pointillistischer Harmonie, offen-tonalem Spiel und der Kraft einer nuancierten Phrasierung, um neue Sichtweisen für Solo- und Gruppenimprovisation zu schaffen.“ Das Album verschaffe einen großartigen Blick auf Giuffre als einen Meister nicht nur der freien Improvisation, sondern auch als ausgezeichneten Interpreten einer musikalischen Sprache, die von Komponisten wie Darius Milhaud, Igor Stravinsky, Olivier Messiaen und auch Morton Feldman und Earle Brown vorbereitet wurde.
Giuffres Klarinettenstudien wie Man Alone, Yggdrasill und Present Motion seien Studien in tonaler Kolorierung; die Gruppeninteraktionen Threewe und Spasmodic böten einen Blick auf ineinander greifenden chromatischen Pointillismus. Doch sei Free Fall zu der Zeit eine so radikale Musik gewesen, dass niemand bereit dafür war. Free Fall sei ein Vorläufer der europäischen mikrotonalen Studien und eine Inspiration für alle, die dies annehmen.
Richard Cook und Brian Morton zeichnen das Album in The Penguin Guide to Jazz mit der Höchstnote von vier Sternen und der zusätzlichen Krone (a special token of merit) aus. Gegenüber den beiden Vorgängeralben Fusion und Thesis habe Free Fall einen „komplizierteren und hinterlistigeren Klang“. Es fange die Gruppe kurz vor dem Ende ihres Bestehens ein. Es sei bemerkenswert, dass Columbia den Mut besessen habe, dieses Projekt zu realisieren. „Was man hört, ist etwas, was sich in der Praxis stabilisiert hat, aber seine Kreativität bei weitem nicht eingebüßt hat. Swallows feuriges Herumwühlen und spitz gezupftes Single-Note-Spiel verleiht der Musik einen neuen Impuls die Art von Energie“, wie man sie im Free Jazz finde. Neben den Vorgängeralben sei vor allem Free Fall ein „wesentliches Dokument eines breiteren Jazzidioms, das sich weigerte, im Bop den alleinigen Anspruch zu sehen.“
Jimmy Giuffres Trio-Aufnahmen mit Paul Bley und Steve Swallow waren die Inspiration für Ken Vandermarks Aufnahmen mit Havard Wiik und Ingebrigt Håker Flaten (Free Fall: Gray Scale 2010). Auch das Trio aus Lotte Anker, Rodrigo Pinheiro und Hernâni Faustino bezog sich bei ihrem Album Still (Creative Sources, 2007) auf Free Fall.
Free Fall wurde als #112 in The Wire’s “100 Records That Set the World on Fire (While No One Was Listening)” aufgenommen.
Das Magazin Rolling Stone wählte das Album 2013 in seiner Liste Die 100 besten Jazz-Alben auf Platz 93.